# Неон Галльский
Неон (умучен во II веке) — мученик Галльский. День памяти — 16 (29) января.
Святой Неон был предан смерти со святыми мучениками Спевсиппом (Speusippus), Елевсиппом (Eleusippus), Мелевсиппом (Meleusippus), их бабкой Леониллой (Leonilla), а также с Турвоном [Турво, Турвом, Турбоном, Турбо, Турбом] (Turbo) и Иовиллой [Иониллой] (Jonilla) во времена Марка Аврелия (161—180).
Святой Неон был свидетелем подвигов святых братьев и написал отчёт об их страданиях. Он дал свою рукопись Турвону и открыто признал себя христианином, за что был жестоко избит и скончался от побоев.